# Meerut (miasto)
Meerut (hindi मेरठ, urdu: میرٹھ) – miasto w północnych Indiach w stanie Uttar Pradesh, na Nizinie Hindustańskiej.
Populacja miasta w 2001 roku wynosiła 1 074 229 mieszkańców.